# 예감은 틀리지 않는다 (영화)
《예감은 틀리지 않는다》(영어: The Sense of an Ending)는 2017년 4월에 개봉한 영국의 드라마 영화이다. 리테쉬 바트라가 감독을 맡았다.

## 출연
- 짐 브로드벤트 : 토니 웹스터 역
- 샬롯 램플링 : 베로니카 포드 역
- 빌리 하울 : 어린 토니 역
- 프레야 메이버 : 어린 베로니카 역
- 해리엇 월터 : 마가렛 웹스터 역
- 미셀 도커리 : 수지 웹스터 역
- 에밀리 모티머 : 사라 포드 역
- 제임스 윌비 : 데이빗 포드 역
- 에드워드 홀로크로프트 : 잭 포드 역
- 조 알윈 : 아드리안 핀 역
- 매튜 구드 : 헌트 역
- 앤드류 벅클리: 어린 아드리안 역
- 피터 와이트 : 콜린 심슨 역
- 캐리너 페르난데즈 : 엘리노어 메리너트 역
- 닉 모하메드 : 대니 역
- 만진더 버크 : 병원 스탭 역
- 올리버 맬트먼 : 가게 손님 역